# Outeiro de Gatos
Outeiro de Gatos is een plaats (freguesia) in de Portugese gemeente Mêda en telt 406 inwoners (2001).